# Kelasuri (Tsabelda)
Kelasuri (en georgiano: კელასური) o Abgidzra (en abjasio: Абгыӡра, romanizado: Abgydzra) es una aldea que pertenece a la parcialmente reconocida República de Abjasia, parte del distrito de Gulripshi, aunque de iure pertenece al municipio de Gulripshi de la República Autónoma de Abjasia de Georgia.

## Geografía
Kelasuri se encuentra en las estribaciones de los montes de Abjasia, en el valle del río Kelasuri. La aldea se encuentra a 42 km de Gulripshi y se administra desde el pueblo de Tsebelda. 

## Demografía
La evolución demográfica de Kelasuri entre 1959 y 1989 fue la siguiente:
| 22                                                  | 4 |
| (Fuente: Population of Abkhazia since Soviet times) |   |

Antes de la guerra de Abjasia, la mayoría de la población local eran armenios.